# Magnetic Man
I Magnetic Man sono un gruppo musicale dubstep britannico composto dai DJ Benga, Skream e Artwork. Dopo la pubblicazione di un solo album, il gruppo è stato definito da BBC Music "una leggenda della musica dubstep".
Il loro primo album, Magnetic Man, è stato pubblicato l'8 ottobre 2010 in Italia e l'11 nel Regno Unito e ha raggiunto la quinta posizione nella classifica britannica. Prima dell'album, avevano già pubblicato un EP, intitolato The Cyberman, a marzo 2009 contenente tre tracce. Da Magnetic Man sono stati estratti tre singoli: I Need Air, Perfect Stranger (con Katy B) e Getting Nowhere (con John Legend).

## Discografia
- 2010 - Magnetic Man